# Brandon Smith (Eishockeyspieler)
Brandon Smith (* 25. Februar 1973 in Hazelton, British Columbia) ist ein ehemaliger kanadischer Eishockeyspieler, der in Deutschland für die Eisbären Berlin und für die Straubing Tigers in der Deutschen Eishockey Liga aktiv war.

## Karriere
Smith begann seine Eishockeykarriere in der kanadischen Juniorenliga WHL. Dort spielte er zunächst für die Portland Winter Hawks. Nachdem er bereits in seiner ersten Saison 1989/90 überzeugen konnte, steigerte der Linksschütze in den folgenden Jahren kontinuierlich seine Punkteausbeute. In seinem fünften und letzten Jahr in Portland erreichte Smith 82 Scorerpunkte in 72 Spielen, was einen vergleichsweise hohen Wert für Abwehrspieler darstellt. Anschließend wechselte der Verteidiger zur Saison 1994/95 in die American Hockey League zu den Adirondack Red Wings, dem damaligen Farmteam der Detroit Red Wings.
Anschließend wurden die Scouts der Boston Bruins auf ihn aufmerksam, so dass das Franchise Smith zur Spielzeit 1998/99 unter Vertrag nahmen. Dort kam der Kanadier zwar überwiegend beim Farmteam, den Providence Bruins, zum Einsatz, dennoch bestritt er in seiner ersten Spielzeit in Boston fünf Partien in der National Hockey League. Insgesamt absolvierte der Abwehrspieler in drei Jahren im Franchise der Bruins 25 NHL-Spiele. In den folgenden drei Jahren lief Brandon Smith für die Franchises der New York Islanders und San Jose Sharks auf. Für die Islanders bestritt er in der Spielzeit 2002/03 drei NHL-Spiele und kam ansonsten in der American Hockey League zum Einsatz. In der Saison 2005/06 war der Kanadier Alternativ-Kapitän der Amerks und in der Spielzeit 2006/07 führte er seine Mannschaft als Kapitän aufs Eis. Trotz sehr guter Leistungen in dieser Saison wurde Smiths Vertrag in Rochester nicht verlängert, so dass er sich zu einem Wechsel nach Europa entschied.
Die Saison 2007/08 und Saison 2008/09 spielte der Verteidiger für die Eisbären Berlin in der Deutschen Eishockey Liga. Bereits in seiner ersten Spielzeit gewann er mit dem Hauptstadt-Klub die deutsche Meisterschaft und konnte diesen Erfolg ein Jahr später wiederholen. Am 21. September 2009 gaben die Straubing Tigers die Verpflichtung von Brandon Smith bekannt. Nach einer Saison in Straubing kehrte nach Nordamerika zurück und absolvierte in der Saison 2010/11 mehrere Spiele für die Bentley Generals in der Chinook Hockey League. Im Anschluss an dieses Engagement beendete Smith seine Karriere.

## Erfolge und Auszeichnungen
| - 1993 WHL West Second All-Star Team - 1994 WHL West Second All-Star Team - 1995 ECHL First All-Star Team - 1995 ECHL Defenseman of the Year | - 1999 AHL First All-Star Team - 1999 Calder-Cup-Gewinn mit den Providence Bruins - 2004 AHL All-Star Classic - 2008 Deutscher Meister mit den Eisbären Berlin |

## Karrierestatistik
(Legende zur Spielerstatistik: Sp oder GP = absolvierte Spiele; T oder G = erzielte Tore; V oder A = erzielte Assists; Pkt oder Pts = erzielte Scorerpunkte; SM oder PIM = erhaltene Strafminuten; +/− = Plus/Minus-Bilanz; PP = erzielte Überzahltore; SH = erzielte Unterzahltore; GW = erzielte Siegtore; 1 Play-downs/Relegation; Kursiv: Statistik nicht vollständig)